# Decca Records
Pour les articles homonymes, voir Decca.
Decca Records est un label discographique britannique, basé dans le quartier de Kensington, Londres, en Angleterre. Il est fondé en 1929 par Edward Lewis, juste après avoir racheté la Decca Gramophone Company. Decca est notamment connu pour avoir refusé de prendre sous contrat les Beatles, à la suite de leur unique session d'enregistrement de 15 titres, le 1er janvier 1962. Decca Records corrigera cependant le tir en engageant les Rolling Stones, puis The Who.

## Nom
Le nom remonte à un gramophone portable appelé Decca Dulcephone breveté en 1914 par les fabricants d'instruments de musique Barnett Samuel and Sons. Le nom « Decca »  est inventé par Wilfred S. Samuel en fusionnant le mot Mecca avec le D initial de leur logo Dulcet ou de leur marque Dulcephone. Samuel, un linguiste, choisit « Decca » comme nom de marque car étant facile à prononcer dans la plupart des langues. Cette société est finalement rebaptisée Decca Gramophone Co. Ltd. et vendue à l'ancien agent de change Edward Lewis en 1929. Quelques années plus tard, Decca Records devient le deuxième plus grand label au monde, se faisant appeler The Supreme Record Company. Decca achète la branche britannique de Brunswick Records et continue à la gérer sous ce nom. 
Dans les années 1950, les studios américains de Decca étaient situés dans le Pythian Temple à New York.

## Histoire

Logo Decca utilisé pour les sorties de musique classique.

Le label Decca américain est créé par Lewis en 1934, la musique de la compagnie est représentée et distribuée par Brunswick en Grande-Bretagne jusqu'au milieu des années 1970, en effet Edward Lewis venait de racheter la branche britannique.
Jusqu'en 1947, la société américaine Decca publiait les enregistrements de musique classique de la société britannique Decca. Par la suite, Decca britannique reprend la distribution par l'intermédiaire de sa nouvelle filiale américaine London Records. En 1950, Decca américain revient activement sur le marché de la musique classique en signant des contrats de distribution avec Deutsche Grammophon et Parlophone et commence à publier ses propres enregistrements de musique classique en 1956, lorsqu' Israel Horowitz rejoint Decca pour diriger ses activités dans le domaine de la musique classique. Pour renforcer l'engagement d'American Decca en faveur de la musique sérieuse, Rackmill annonce en août 1950 la sortie d'une nouvelle série de disques appelée « Decca Gold Label Series », consacrée aux « symphonies, concertos, musique de chambre, opéra, chansons et musique chorale » et dont les interprètes seront des artistes américains et européens. Parmi les enregistrements classiques publiés sur la série « Gold Label » de Decca figurent des albums de Leroy Anderson, de l'Orchestre symphonique de Cincinnati dirigé par Max Rudolf et du guitariste Andrés Segovia. American Decca ferme son département de musique classique en 1971.
Pendant de nombreuses années, les enregistrements classiques britanniques de Decca sont publiés aux États-Unis sous le label London Records, car l'existence de la société américaine Decca empêchait l'utilisation de ce nom sur les enregistrements britanniques distribués aux États-Unis. Après la fusion des labels MCA et PolyGram en 1999 pour créer Universal Music, cette pratique n'était plus nécessaire. Désormais, Decca produit moins d'enregistrements classiques majeurs, mais possède toujours une liste complète de stars, dont Cecilia Bartoli et Renée Fleming. Son catalogue comprend plusieurs enregistrements marquants et acclamés par la critique, tels que le Solti Ring, élu meilleur morceau de tous les temps par les critiques du BBC Music Magazine, et Luciano Pavarotti restera un artiste exclusif de Decca tout au long de sa carrière.
Sur le plan de la musique classique, Decca est réputée pour ses prises de son, notamment le fameux Sonic Stage développé à partir des années 1950 sous la direction de John Culshaw. Les interprètes sous contrat les plus célèbres de Decca sont Joan Sutherland, son mari Richard Bonynge, Georg Solti, Renata Tebaldi ainsi que Mario Del Monaco, et pour sa filiale américaine créée en 1934, ce sont Count Basie, Louis Armstrong, Ella Fitzgerald et Sidney Bechet.
Sur le plan de la musique baroque, Decca acquiert en 1970 le label français L'Oiseau-Lyre. Depuis 2008, les enregistrements de musique classique originellement publiés par Philips reparaissent sous étiquette Decca.
En 2017, Universal Music relance la branche américaine de musique classique de Decca sous le nom de Decca Gold, sous la direction de Verve Music Group.

## Decca Records France
Decca Records France, ou Decca France, distribue d'abord le label Decca britannique, puis, au milieu des années 1950, le Decca américain. Mais, pendant une courte période, le nom Decca figure, par erreur, sur les disques des artistes américains, d'où confusion avec le Decca britannique. Il faut donc rapidement les recouvrir d'un sticker présentant un nouveau label français créé pour l'occasion, CID (Compagnie internationale du disque). Ensuite CID disparait et est remplacé par Brunswick (voir certains pressages français de Bill Haley). Decca France continue de représenter le catalogue anglais non classique, ainsi que des artistes français comme Fernandel, Nicole Louvier, Jean Ferrat, Frankie Jordan, Laurent Verlet (alias Vic Laurens), Pierre Vassiliu, Ronnie Bird, Éric Charden, Bernard Lavilliers. 
Après le rachat du label par un certain Pelgrims, Belge, à la fin des années 1970, pour le compte de sa société IPG, Decca France disparait. Le catalogue est racheté au début des années 1980 par le label Musidisc, exploitant celui-ci par le biais de ses sous-labels Accord (Édith Piaf), Festival (Jean Ferrat) ou DCA (Ronnie Bird). Musidisc et ses catalogues (Festival, Accord, Disc'AZ, Bel Air…) sont rachetés par Universal Music France à la fin des années 1990. Decca France opère sa renaissance au sein d'Universal Music France en 2015 avec des signatures locales d’artistes de tous horizons comme Gregory Porter, Thomas Dutronc, Angélique Kidjo, Blue Lab Beats, Mourad, Béesau, Claire Laffut, Liv Del Estal, Abi Bernadoth, Alexandre Astier, Cascadeur, Tiwayo, SKÁLD, Camille Thomas, Tony Allen… Son répertoire international est également riche : Agnes Obel, Melody Gardot, Norah Jones, Diana Krall, Lang Lang, Jon Batiste, Jacob Collier, Ólafur Arnalds, Max Richter, The Longest Johns, Moby, et Keith Jarrett.

## Groupes et artistes notables

### Pop
- Mathé Altéry (1969)
- The Andrews Sisters
- Louis Armstrong
- Barbara (1955)
- Ronnie Bird (1964-1965)
- The Birds
- Boyz II Men
- Camel
- Jean-Michel Caradec (1977)
- Éric Charden (1965-1970)
- Maurice Chevalier (1965)
- Patsy Cline
- Rosemary Clooney
- Paula Cole
- Bing Crosby
- Bobby Darin
- Sammy Davis, Jr.
- Duke Ellington
- Marianne Faithfull
- Georgie Fame
- Fernandel (1947-1971)
- Jean Ferrat (1960-1962)
- Anne Gacoin (1960-1962)
- Judy Garland
- Gibson Brothers
- Daniel Guichard (1967)
- Jack Greene (1930-2013)
- Larry Gréco (1963-1964)
- Bill Haley
- Billie Holiday
- Nancy Holloway (1964-1965)
- Julio Iglesias (1970-1976)
- Frankie Jordan (1961-1963)
- Louis Jordan
- Alain Kan (1963)
- Bernard Lavilliers (1967-1968)
- Peggy Lee
- Nicole Louvier (1953-1963)
- Loretta Lynn
- Matia Bazar (pour l'Italie)
- Carmen McRae
- Imelda May
- The Moody Blues
- Morrissey
- Ricky Nelson
- Dolly Parton
- Édith Piaf (1947-1948)
- Maurice Chevalier
- les Pingouins (1962-1963)
- Rockets (1975-1976)
- Joan Regan (1953-1958)
- Django Reinhardt (1953)
- Donatella Rettore (pour l'Italie)
- Rockets (1976)
- David Sanborn
- The Rolling Stones (1963-1970)
- Roy Smeck (1900-1994)
- Sophie (1963-1965)
- Ann Sorel (1966)
- Les Sunlights (1963-1964)
- Claudia Sylva (1965)
- Caterina Valente (1959-1963)
- Pierre Vassiliu (1963-1967)
- Laurent « Vic Laurens » Verlet (1973)
- Visitors (1974)
- The Who
- Yiruma
- The Zombies
- Aurora

### Musique classique
- Vladimir Ashkenazy
- Wilhelm Backhaus
- Cecilia Bartoli
- Andrea Bocelli
- Benjamin Britten
- Riccardo Chailly
- Clifford Curzon
- Kathleen Ferrier
- Renée Fleming
- Nelson Freire
- Hilary Hahn
- Janine Jansen
- Julius Katchen
- Alicia de Larrocha
- Christian Li
- Valentina Lisitsa
- Radu Lupu
- Luciano Pavarotti
- András Schiff
- Georg Solti
- Joan Sutherland
- Renata Tebaldi
- Hayley Westenra

### Baroque et renaissance
- Academy of Ancient Music, Christopher Hogwood, Richard Egarr (conductors)
- Malcolm Binns (piano-forte)
- The Consort of Musicke, Anthony Rooley (conductor)